# Pinete dell'Arco Ionico
Le Pinete dell'Arco Ionico sono una serie di pinete che individuano un'area naturale protetta di 3.686 ettari. Estesa nella parte occidentale dell'arco ionico tarantino, comprende le pinete dei territori di Ginosa, Castellaneta, Palagiano, Massafra e Taranto.
L'area è un sito di importanza comunitara, individuata secondo i parametri definiti dalla direttiva comunitaria nr. 92/43/CEE del Consiglio del 21 maggio 1992, relativa alla conservazione degli habitat naturali e seminaturali e della flora e della fauna selvatiche ed è divenuta un'area naturale protetta con Legge Regionale della Puglia nr. 19 del 24 luglio 1997.